# Mikroregion Parecis

Mikroregion Parecis

Mikroregion Parecis – mikroregion w brazylijskim stanie Mato Grosso należący do mezoregionu Norte Mato-Grossense.

## Gminy
- Campo Novo do Parecis
- Campos de Júlio
- Comodoro
- Diamantino
- Sapezal